# 瑟克勒謝尼鄉
47°35′N 23°34′E / 47.583°N 23.567°E
瑟克勒謝尼鄉（羅馬尼亞語：Comuna Săcălășeni, Maramureș），是羅馬尼亞的鄉份，位於該國西北部，由馬拉穆列什縣負責管轄，面積29平方公里，海拔高度171米，2007年人口2,448，人口密度每平方公里85人。